# Frank T. Hopkins
Pour les articles homonymes, voir Hopkins.
Frank Hopkins (1865-1951) est un cavalier professionnel américain principalement des courses de longue distance. Il prétend avoir gagné 400 courses et a été reconnu pour son action en faveur de la conservation du mustang.

## Jeunesse et éducation
Hopkins dit être né d'une mère Lakota et d'un père Américain. Il grandit dans les deux cultures et apprend très tôt l'amour des chevaux.

## Carrière
Hopkins était un cow-boy et un cavalier professionnel de l'Ouest américain, où il a gagné une bonne réputation. Dans son autobiographie (non publiée de son vivant), il se représente comme l'un des « plus grands cavaliers du monde », notamment dans le spectacle de Far West fait par Buffalo Bill, qui a été présenté tant en Europe qu'aux États-Unis.
Un certain nombre des histoires qu'il raconte dans son autobiographie ont été contestées par nombre d'historiens. Citons notamment le fait d'avoir gagné plus de 400 courses, le fait d'avoir participé à une course de plus de 5 000 km passant le long du Golfe de Syrie et dans deux autres pays du Moyen-Orient, et censée avoir eu lieu en 1890, et le fait d'avoir participé en tant que cavalier au spectacle de Far West de Buffalo Bill.

## Mort
Frank Hopkins est enterré au Lutheran All Faiths Cemetery dans le Queens à New York City.

## Dans la culture populaire
La vie d'Hopkins et l'histoire de la course en Arabie ont servi d'inspiration pour le film Hidalgo (2004), écrit par John Fusco, réalisé par Joe Johnston, et avec Viggo Mortensen. Walt Disney Pictures a commercialisé ce film comme étant une histoire vraie bien que des enquêtes ultérieures aient échoué à trouver des preuves de l'existence d'une telle course.